# شروع خوب
شروع خوب یا آوگیتیس بیاریون (به ایسلندی: Ágætis byrjun) دومین آلبوم از سیگور روس، گروه موسیقی پست-راک ایسلندی است که ۱۲ ژوئن ۱۹۹۹ منتشر شد. سیگور روس در این آلبوم با گیتارنوازی آرشه‌ایِیون ثر بیرکیسن (که به امضای او بدل شد) و ارکستراسیون باشکوه متشکل از دو ارکستر زهی هشت‌نفره، از فضاهای صوتیِ امبینت و سبک دریم پاپِ «شبه‌کوکتوتوئینزیِ» آلبوم قبلی فاصله گرفت. 
«شروع خوب» نقطهٔ عطفی در کارنامه گروه سیگور روس چه به لحاظ کیفیت موسیقایی و چه به لحاظ موفقیت تجاری به‌شمار می‌رود.